# کوله‌گردی فراسبک

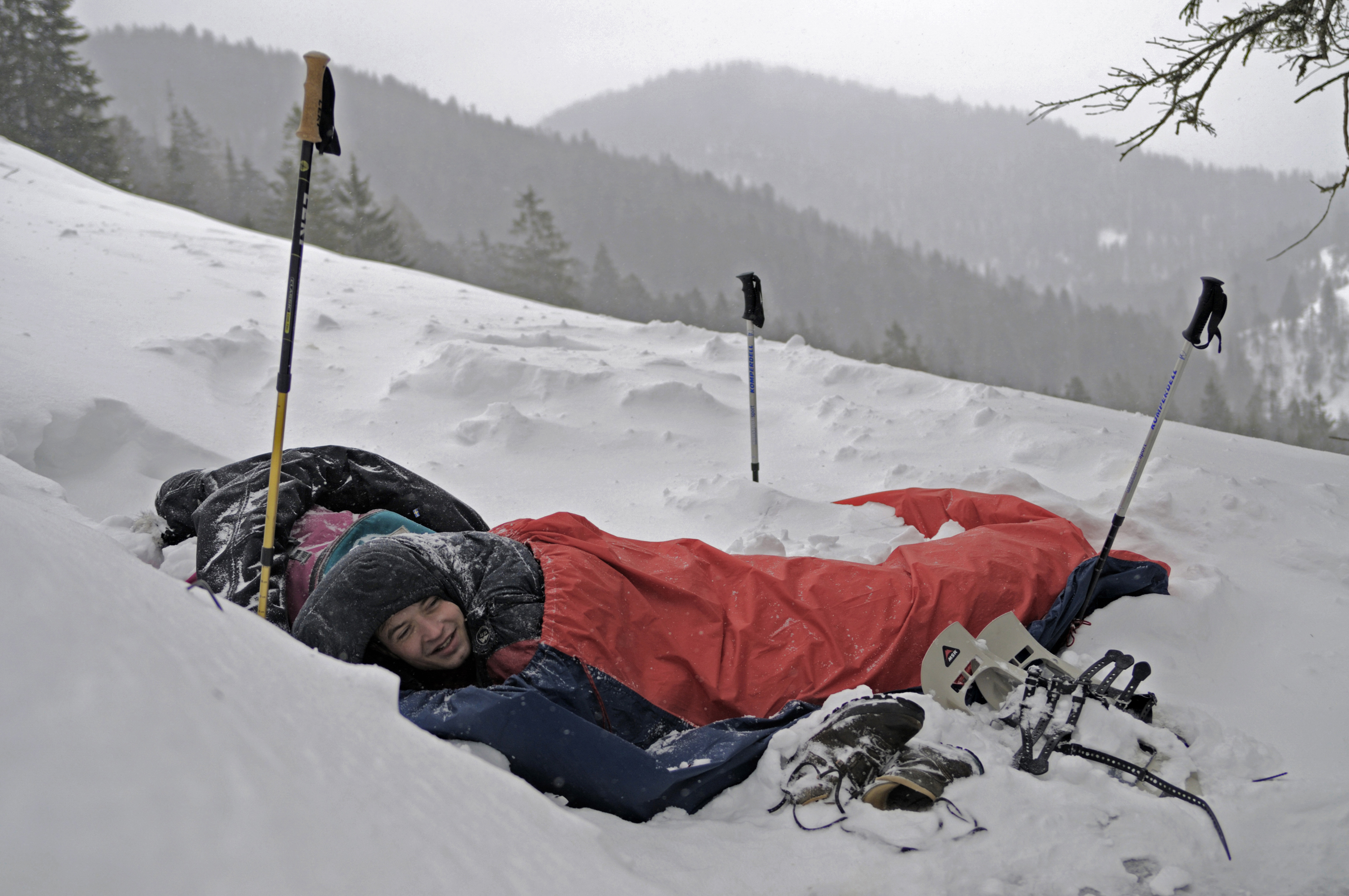
یک بیواک (با استفاده از کیسه بیوی) در زمستان در Benediktenwand، آلمان

کوله‌گردی فراسَبُک یا کوله‌گردی سَبُک‌بار (به انگلیسی: Ultralight backpacking) زیرمجموعه‌ای از کوله‌گردی‌های سبک‌وزن است، سبکی از کوله‌گردی که بر حمل سبک‌ترین و با کم‌ترین وسایل استوار است. در حالی که هیچ استاندارد فنی وجود ندارد، برخی از کوه‌نوردان «فراسبک» را به معنای وزن پایه اولیه کمتر از ۴٫۵ کیلوگرم (۹٫۹ پوند) می‌دانند. وزن پایه وزن یک کوله‌پشتی با بار کامل در آغاز سفر است، به استثنای وزن فرسوده و مواد مصرفی مانند غذا، آب و سوخت (که بستگی به مدت و سَبک سفر متفاوت است). وزن پایه را می‌توان با کاهش وزن تک‌تک وسایل، یا با برگزیدن حمل نکردن آن کاهش داد. کوله‌پشتی فراسبک در میان کوه‌نوردان محبوبیت بیشتری دارد.